# Розанд, Аарон
Аарон Розанд (англ. Aaron Rosand; 15 марта 1927, Хаммонд, штат Индиана — 9 июля 2019) — американский скрипач.

## Биография
Родился в семье евреев-иммигрантов — мать приехала из Польши, отец из России. Учился в Чикаго у Леона Саметини и Павла Стасевича, затем в Кёртисовском институте музыки у Ефрема Цимбалиста. В девять лет дебютировал на сцене Чикагской оперы, в десять впервые выступил с Чикагским симфоническим оркестром под руководством Фредерика Стока, исполнив концерт Феликса Мендельсона.
На протяжении всей карьеры много выступал и записывался, отдавая предпочтение романтическому репертуару. Розанду принадлежат премьерные записи скрипичных концертов Генриха Вильгельма Эрнста, Йозефа Иоахима, Бенжамена Годара, Антона Аренского, Енё Хубаи. Он записал все скрипичные сонаты Бетховена, сочинения Брамса, Бруха, Чайковского, Сибелиуса и др., а также сборник транскрипций Яши Хейфеца. С 1968 г. Розанд был постоянным участником Фестиваля забытой романтической музыки в Университете Батлера.
В октябре 2009 года имя Розанда попало в поле зрения прессы в связи с продажей им скрипки Гварнери дель Джезу, изготовленной в 1741 году, — знаменитого экземпляра, некогда принадлежавшего Павлу Коханьскому (Розанд играл на нём с 1957 года); инструмент был приобретён сохранившим анонимность русским бизнесменом за сумму, близкую к 10 миллионам долларов, — эта сделка, по предположению Нью-Йорк Таймс, может быть самой дорогой продажей скрипки за всю историю; из вырученных денег Розанд пожертвовал 1,5 миллиона долларов Кёртисовскому институту музыки, в котором он преподавал с 1981 года (среди его учеников, в частности, Рагин Венк-Вольф).